# Вероника Марс
Вероника Марс (енгл. Veronica Mars) америчка је телевизијска серија коју је створио Роб Томас. Радња је смештена у измишљени град Нептун у Калифорнији. Насловног лика тумачи Кристен Бел. Приказивана је од 22. септембра 2004. до 19. јула 2019. године.
Прва сезона је добила позитивне рецензије критичара и имала у просеку 2,5 милиона гледалаца по епизоди у САД. Појавила се на неколико топ-листа најбољих серија и добила бројне награде и номинације. Током приказивања, номинована је за две награде Сателит, четири награде Сатурн и пет Награда по избору тинејџера, а била је и уврштена на топ-листу Америчког филмског института најбољих серија 2005. године.

## Радња
У имућној заједници обалног града Нептуна у Калифорнији, богати и утицајни одређују правила. Они су власници града и средње школе који под сваку цену настоје сакрити своје мале прљаве тајне — управо зато да би оне и даље остале тајне. На њихову жалост, ту је Вероника Марс — паметна и неустрашива 17-годишњакиња, ћерка приватног истражитеља, која је и сама предана решавању најскривенијих градских загонетки.
Вероника је заправо била једна од популарних деевојака која се кретала ходницима средње школе у друштву осталих „лепотана и лепотица”, али живот јој се урушава након убиства најбоље пријатељице Лили. Тадашњи шериф, Вероникин отац Кит, богатог Лилиног оца сматра главним осумњиченим, те због тога добија отказ. Док је милијардер ослобођен оптужби, Кит због скандала губи посао, дом и супругу, а Веронику одбацују сви пријатељи и њен дечко, Лилин брат Данкан Кејн. Вероника дању ипак мора свладавати средњошколске обавезе попут свих просечних тинејџера. У друштву још једног аутсајдера, новог ученика друге године Воласа Фенела, храбро похађа наставу, увек на опрезу због утицајних бивших пријатеља попут Данкана и његовог најбољег пријатеља Логана Еколса, или због раздражљивих отпадника попут Вивла и његове групе моториста.
Ноћу помаже оцу који је покренуо своју агенцију, али тешко се пробија као приватни истражитељ. Док се шуља забаченим уличицама, мотри на дискретне мотеле са својим фото-апаратом и истодобно учи математику, Вероника настоји разоткрити најмрачније тајне овог обалног калифорнијског града. Живећи одбачено, на самом рубу злобне, мале, мултикултуралне заједнице, Вероника неуморно наставља потрагу за доказима који би оцу вратили углед, а њој наклоност школских другова. Међутим, откривене тајне могле би до темеља уздрмати Нептун.

## Улоге
| Глумац              | Улога             |
| ------------------- | ----------------- |
| Кристен Бел         | Вероника Марс     |
| Перси Дагс III         | Волас Фенел       |
| Теди Дан            | Данкан Кејн       |
| Џејсон Доринг       | Логан Еколс       |
| Сидни Тамија Поатје | Малори Дент       |
| Франсис Капра       | Вивл              |
| Енрико Колантони    | Кит Марс          |
| Рајан Хансен        | Дик Касабланкас   |
| Кајл Галнер         | Бивер Касабланкас |
| Теса Томпсон        | Џеки Кук          |
| Тина Мајорино       | Мак               |
| Мајкл Мани          | Дон Ламб          |
| Џули Гонзало        | Паркер Ли         |
| Кристен Ритер       | Џија Гудман       |
| Крис Лоуел          | Пиз               |

## Епизоде
| Сезона | Сезона | Епизоде | Епизоде | Оригинална објава   | Оригинална објава | Оригинална објава |
| Сезона | Сезона | Епизоде | Епизоде | Премијера           | Финале            | Мрежа             |
| ------ | ------ | ------- | ------- | ------------------- | ----------------- | ----------------- |
|        | 1.     | 22      | 22      | 22. септембар 2004. | 10. мај 2005.     |                   |
|        | 2.     | 22      | 22      | 28. септембар 2005. | 9. мај 2006.      |                   |
|        | 3.     | 20      | 20      | 3. октобар 2006.    | 22. мај 2007.     |                   |
|        | Филм   | Филм    | Филм    | 14. март 2014.      | 14. март 2014.    | —                 |
|        | 4.     | 8       | 8       | 19. јул 2019.       | 19. јул 2019.     |                   |